# Tartigny
Tartigny é uma comuna francesa na região administrativa de Altos da França, no departamento de Oise. Estende-se por uma área de 6,98 km². Em 2010 a comuna tinha 269 habitantes (densidade: 38,5 hab./km²).